# Stuart Bithell
Stuart Bithell (Rochdale, 28 de agosto de 1986) é um velejador britânico.

## Carreira
Bithell representou seu país nos Jogos Olímpicos de 2012, nos quais conquistou uma medalha de prata na classe 470. Ao lado de Dylan Fletcher, obteve o ouro na 49er em Tóquio 2020.